# Aphis infrequens
Aphis infrequens är en insektsart som beskrevs av Frank Hall Knowlton 1929. Aphis infrequens ingår i släktet Aphis och familjen långrörsbladlöss. Inga underarter finns listade i Catalogue of Life.